# Trofeo Laigueglia 2018
Il Trofeo Laigueglia 2018, cinquantacinquesima edizione della corsa, valevole come evento dell'UCI Europe Tour 2018 categoria 1.HC e della Ciclismo Cup 2018, si svolse l'11 febbraio 2018 su un percorso di 203,7 km, con partenza e arrivo a Laigueglia, in Italia. La vittoria fu appannaggio dell'italiano Moreno Moser, il quale completò il percorso in 5h10'50", alla media di 39,320 km/h, precedendo i connazionali Paolo Totò e Matteo Busato. 
Sul traguardo di Laigueglia 42 ciclisti, su 142 partenti, portarono a termine la competizione.

## Squadre e corridori partecipanti
| N.      | Cod. | Squadra                         |
| ------- | ---- | ------------------------------- |
| 1-7     | ALM  | AG2R La Mondiale                |
| 11-17   | BRD  | Bardiani CSF                    |
| 21-27   | ANS  | Androni Giocattoli-Sidermec     |
| 31-37   | WIL  | Wilier Triestina-Selle Italia   |
| 41-47   | NIP  | Nippo-Vini Fantini-Europa Ovini |
| 51-57   | ITA  | Italia                          |
| 61-67   | ICA  | Israel Cycling Academy          |
| 71-77   | FST  | Team Fortuneo-Samsic            |
| 81-86   | ABS  | Aqua Blue Sport                 |
| 91-97   | DMP  | Delko Marseille Provence KTM    |
| 101-107 | GAZ  | Gazprom-RusVelo                 |

| N.      | Cod. | Squadra                      |
| ------- | ---- | ---------------------------- |
| 111-117 | CCC  | CCC Sprandi Polkowice        |
| 121-127 | WVA  | WB Veranclassic Aqua Protect |
| 131-137 | VWC  | Veranda's Willems-Crelan     |
| 141-146 | WGG  | Wanty-Groupe Gobert          |
| 151-157 | SMV  | Sangemini-MG.K Vis-Vega      |
| 161-167 | BIC  | Biesse Carrera Gavardo       |
| 171-177 | AZT  | D'Amico Utensilnord          |
| 181-187 | AMO  | Amore & Vita-Prodir          |
| 191-197 | VOL  | Team Vorarlberg Santic       |
| 201-207 | TVC  | Team Virtu Cycling           |
| 211-217 | MST  | MsTina-Focus                 |

## Ordine d'arrivo (Top 10)
| Pos. | Corridore         | Squadra    | Tempo    |
| ---- | ----------------- | ---------- | -------- |
| 1    | Moreno Moser      | Italia     | 5h10'50" |
| 2    | Paolo Totò        | Sangemini  | a 43"    |
| 3    | Matteo Busato     | Wilier     | s.t.     |
| 4    | Nicola Bagioli    | Nippo      | s.t.     |
| 5    | Francesco Gavazzi | Androni    | s.t.     |
| 6    | Kasper Asgreen    | Virtu      | s.t.     |
| 7    | Romain Combaud    | Delko Mar. | s.t.     |
| 8    | Roland Thalmann   | Vorarlberg | s.t.     |
| 9    | Ben Hermans       | Israel     | s.t.     |
| 10   | Fausto Masnada    | Androni    | a 48"    |